# Aníbal Coelho da Costa
Aníbal Coelho da Costa ComL (Grândola, 13 de Setembro de 1930 - 6 de Agosto de 2011) foi um político e médico português.

## Biografia

### Nascimento
Aníbal Coelho da Costa nasceu em 13 de Setembro de 1930, na vila de Grândola.

### Carreira política e profissional
Exerceu como médico na vila de Ferreira do Alentejo desde 1958, onde foi presidente da Assembleia Municipal. Também presidiu à Administração Regional de Saúde de Beja.
Em 1974, tornou-se militante do Partido Socialista, e de 1983 a 1995 foi deputado na Assembleia da República, pelo círculo eleitoral de Beja, tendo participado na terceira, quarta e sexta legislaturas.

### Falecimento e família
Faleceu em 6 de Agosto de 2011, aos 80 anos, devido a doença prolongada. Era pai do autarca Aníbal Reis Costa.

## Homenagens
Na altura do seu falecimento, foi homenageado pela autarquia de Ferreira do Alentejo, que destacou a sua carreira na medicina, e as suas intervenções cívicas em diversas ocasiões na vida política, tanto a nível regional como nacional.
Foi distinguido com o grau de comendador na Ordem da Liberdade em 9 de Junho de 2002, pelo então presidente da república, Jorge Sampaio.